# Prelazia Territorial de Trontêmio
A Prelazia de Trontêmio (Prælatura Territorialis Trudensis) é uma prelazia católica sediada em Trontêmio, Noruega. Antes de março de 1979 foi o Vicariato Apostólico da Noruega Central. A prelazia inclui as paróquias de Trontêmio, Kristiansund, Levanger, Molde e Ålesund.

## História
Depois que a Reforma norueguesa tirou o arcebispo católico da Arquidiocese de Nidaros (Trontêmio) em 1537, não havia indícios de prática católica organizada no local até 1844, quando cinco residentes pediram ao padre de Oslo para que os visitasse, sob o pretexto de ajudar um de seus filhos a se prepararem para a Primeira Comunhão. Até então, Trontêmio fazia parte do Vicariato Apostólico da Suécia, antes da nova Prefeitura Apostólica da Noruega assumí-la em 1869 (alterando sua denominação para Vicariato Apostólico da Noruega em 1892).
Em 1872, uma paróquia católica foi estabelecida em Trontêmio, com o francês Claude Dumahut como o presbítero. Em 1875, a igreja comprou a propriedade em Stiklestad, na esperança de construir uma capela para comemorar o martírio de Santo Olavo na batalha de Stiklestad, em 1030. Embora a paróquia tenha sido fundada, e continuava a ser liderado por membros da Congregação dos Sagrados Corações, vários de ordens monásticas, entre eles Salesianos, Irmãs de São José, Ordem de Santa Isabel, que tentaram estabelecer-se na área com sucesso. Um seminário foi criado em 1880, formando-se um pequeno grupo de sacerdotes 1885, que fez a primeira peregrinação a Stiklestad em centenas de anos.
Outras paróquias foram fundadas em Trontêmio (Sagrado Coração de Jesus em 1881, e Santo Olavo em 1902; Molde (1923); e em 1930 a capela em Stiklestad estava completa a tempo para o aniversário de 900 anos da batalha lá. Em 10 de abril de 1931, o Vicariato Apostólico da Noruega foi dividida em três jurisdições católicas, uma para o sul da Noruega (chamado Vicariato Apostólico de Oslo, entre 1931-1953; Diocese de Oslo uma vez que, quando o primeiro bispo católico foi consagrado na Noruega desde a Reforma; e outra para a Noruega ao norte do círculo polar (chamado de Distrito Missionário do Norte da Noruega, entre 1931-1944; Prefeitura Apostólica do Norte da Noruega, entre 1944-1955; Vicariato Apostólico do Norte da Noruega, entre 1955-1979; Prelazia de Tromsø desde então. A terceira jurisdição, a única para o território central da Noruega, chamada Distrito Missionário da Noruega Central, entre 1931-1935; Prefeitura Apostólica da Noruega Central,  entre 1935-1953; Vicariato Apostólico da Noruega Central, entre 1953-1979), e finalmente tornou-se a Prelazia de Trontêmio em 1979.
Durante a ocupação Nazista na Noruega, a maior parte do clero de origem alemã da região participou do movimento de resistência norueguesa, um deles, Antonius Deutsch, foi posteriormente condecorado pelo rei Haakon VII.
Em 1989, o Papa João Paulo II visitou Trontêmio e realizou um serviço ecumênico na Catedral de Nidaros e uma missa católica em um complexo esportivo próximo. Em 1993, a Igreja da Noruega autorizou uma a realização de uma missa católica pela primeira vez desde a Reforma.

## Liderança

### Sob o Vicariato Apostólico da Suécia (até 1868)
- 1843-1868 - Laurentius J. Studach (residente na Suécia)

### Prefeitura Apostólica na Noruega (1869-1892)
- 1869-1887 - Bernard Bernard
- 1887-1892 - Johannes Olav Fallize

### O Vicariato Apostólico na Noruega (1892-1931)
- 1892-1922 - Johannes Olaf Fallize
- 1922-1928 - Johannes Olav Smit
- 1928-1930 - Olav Offerdahl
- 1930-1931 - Henrik Irgens (administrador apostólico)

### Distrito missionário da Noruega Central (1931-1935)
- 1931-1932 - Henrik Irgens (administrador apostólico)
- 1932-1935 - Cipriano Witte SS.CC.

### A Prefeitura Apostólica da Noruega Central
- 1935-1945 - Cipriano Witte SS.CC.
- 1945-1953 - Antonius Deutsch SS.CC.

### O Vicariato Apostólico da Noruega Central
- 1953-1974 - Johannes Ruth SS.CC.
- 1974-1979 - Gerhard Schwenzer SS.CC.

### Prelazia de Trontêmio
- 1979-1983 - Gerhard Schwenzer SS.CC.
  - 1983-1988 - Vacante
  - 1988-1997 - Vacante
- 1997-2009 - Georg Müller SS.CC.
  - 2009-2019 - Bernt Ivar Eidsvig CRSA, administrador sede vacante
- 2019-presente - Erik Varden, O.C.S.O.